# Lotz János
Lotz János (Milwaukee, 1913. március 23. – Chevy Chase, Maryland, 1973. augusztus 25.) nyelvész, magyar mint idegen nyelv tanár, nyelvtaníró, a stockholmi egyetem tanára, a Columbia Egyetem professzora, a washingtoni Center for Applied Linguistics kutatóintézet igazgatója, a Magyar Tudományos Akadémia tiszteleti tagja, a George Washington-díj kitüntetettje.

## Élete
Apja Lotz Márton, anyja May Katalin, akik az 1910-es években vándoroltak ki az Amerikai Egyesült Államokba. Lotz János 1913-ban született, tehát mint amerikai állampolgár látta meg a napvilágot, életének nagy részét nem Magyarországon töltötte, munkásságának színtere sem hazánk, szinte csak iskolaévei köthetőek ide. Iskoláit Detroitban kezdte. Később, 1920-ban azonban hazahozták szülei az alig 10 éves Jánost. A család régi otthonában éltek Somogyvámoson, Lotz János pedig a somogyvámosi népiskolába járt, ahol egyik tanítója, Böhm (Böjte) Sándor vette szárnyai alá. A tanító meggyőzte a szülőket, hogy taníttassák tovább a fiúkat, és elintézte, hogy felvegyék a bonyhádi evangélikus gimnáziumba, ahová 1923-tól 1931-ig járt.
A bonyhádi evangélikus gimnáziumban 8 éven keresztül volt Lotz János osztályfőnöke Hajas Béla (1877–1953; Gombocz Zoltán líceumi és egyetemi társa, a Berzsenyi Dániel Irodalmi Társaság tagja, magyar- és latintanár), akitől a nyelvészeti munka alapkövetelményeit, a pontosságot, a nyelvi tények tiszteletét megtanulta („későbbi munkáimban igyekeztem elkerülni a tetszetős, de a valóságot nem híven tükröző megoldásokat”), és ő indította el a nyelvészeti pályáján („A nyelvtan iránti érdeklődést Hajas Béla ébresztette fel bennem”). Lotz János mindvégig kitűnő tanuló volt, emellett tagja (1927-től), majd ifjúsági elnöke (1930-tól) lett a Petőfi Sándor Önképzőkörnek.
1931-ben iratkozott be a budapesti Pázmány Péter Tudományegyetemre magyar-angol-német szakra, ahol Kosztolányi Dezső magántitkára lett, később pedig tehetségének köszönhetően felvették az Eötvös József Collégiumba is, ahol Gombocz Zoltán lett a szellemi vezetője. Gombocz Lotz Jánosnak a Jókai-kódex igealakjairól szóló dolgozatát kitüntetésre ajánlotta. 1937-ben avatták a pécsi tudományegyetemen "sub auspiciis" bölcsészdoktorrá. Gombocz hathatós segítségével kétéves külföldi ösztöndíjat kapott Stockholmba a germanisztika és a filozófia tanulmányozására. 1935-ben a Svédországban folytatta tanulmányait.
„Ez a tanulmányút Lotz János több mint egy évtizedes klasszikus értelemben vett hungarológusi tevékenységének a kezdetét jelenti”. A Magyar Intézet igazgatójának, Leffler Bélának a javaslatára lektorként alkalmazták, először magyart tanított négy éven keresztül, eközben megírta nyelvtanát a Das ungarische Sprachsystem-et (A magyar nyelvrendszer) 1939-ben, közben olvasókönyvet állított össze, a Hungarian Reader-t 1938-ban. Leffler Béla halála után 1936-tól a stockholmi egyetem egyik legelső intézetének, a Magyar Intézetnek az igazgatója. Ezt a tisztséget megtartotta 1957-ig, majd 1967-ig ugyanennek az intézetnek az „inspektora" volt. Munkájának elismeréséül 1942-ben egyetemi tanárnak nevezték ki. Lotz Skandináviában szoros kapcsolatot tartott fenn a dán glosszematikusokkal, különösen Louis Hjelmslevvel, akihez személyes barátság is fűzte. Roman Jakobson Laziczius Gyula közvetítésével került kapcsolatba Lotzcal, Wolfgang Steinitzet, a neves finnugristát pedig még budapesti tanulmányai révén ismerhette. Mindketten a náci uralom elől Stockholmba menekültek, ahol Lotz nyújtott nekik menedéket.
1947-től mint született amerikai állampolgár visszatért az Egyesült Államokba, ahol Roman Jakobson kezdeményezésére a Columbia Egyetemen először vendégprofesszor, majd társprofesszor és végül 1956-tól 1967-ig az általános nyelvészet  professzora volt. Ugyanakkor az egyetem Uráli és Altáji Intézetének igazgatója volt 1953-tól lényegében 1965-ig; emellett az amerikai szövetségi kormány által támogatott Uráli Nyelvi és Területi Kutatások Központjának is igazgatója volt 1959 és 1967 között. Ebben a kettős szervezeti keretben hozta létre azt a nevezetes kutatási programot, amely lényegében az amerikai uráli és altaji kutatások intézményes megszervezésének számít. Közben továbbra is tanított Stockholmban. 1967-ben felkérték a főleg a Ford Alapítvány támogatásával 1959-ben az USA-beli idegennyelv-tanulás fejlesztésére létrehozott washingtoni Center for Applied Linguistics kutatóintézet vezetésére. Itt egyebek mellett több kelet-európai programot indított el: a lengyelországi és a jugoszláviai kezdeményezésekkel párhuzamosan az 1970-es évek elején egy magyar-angol kontrasztív nyelvészeti munkálatot is, amelybe számos fiatal magyar kutatót is bevont, akiknek ily módon amerikai tanulmányutakra is lehetőségük nyílt.
Az időközben magyar állampolgárságától megfosztott tudós a világháború után 1963-ban látogatott először Magyarországra, ahol kitüntető figyelemmel fogadták, különös tekintettel a tervezett nemzetközi magyar nyelvészeti konferenciákra, valamint az általa kilátásba helyezett amerikai (pl. Ford-) ösztöndíjakra. Rövid látogatása alatt szoros kapcsolatot tudott kiépíteni a Magyar Tudományos Akadémiával, illetve a Nyelvtudományi Intézettel és az ELTE-vel, illetve annak magyar tanszékeivel. 1966-ban meghívták vendégprofesszornak a budapesti tudományegyetemre. Lotz már 1967 előtt elérte, hogy magyar kutatók a Ford Alapítvány támogatásával rövidebb-hosszabb időt amerikai egyetemeken töltsenek. 1964-től három éven át kb. 50 ösztöndíjról volt szó, sőt három területen - a nyelvtudomány, zeneművészet és építészet esetében - a Ford Bizottság néhány névre szóló ösztöndíjat biztosított. 
1971-től 1973-ig Lotz a Center európai igazgatójának tisztségét töltötte be; ezt már úgy tekintette, hogy átmenet a végleges hazatelepülése felé: munkaidejének többségét ugyanis már ezekben az években Budapesten töltötte. Lotz János mindenkinél többet tett a magyar nyelv és irodalom kutatásáért és tanításáért az Amerikai Egyesült Államokban és Svédországban. Munkásságáért magyar részről három elismerést is kapott: 1966-ban a Magyar PEN Társaság érmét kapta meg; 1968-ban a Magyar Nyelvtudományi Társaság, 1973-ban pedig a Magyar Tudományos Akadémia tiszteleti tagja lett.
1969-ben az Amerikai Magyar Alapítvány Teller Edével egy időben tüntette ki George Washington-díjjal.
1973. augusztus 25-én, 60. életévében halt meg szívrohamban a Maryland állambeli Chevy Chase-ben. Hatalmas hagyatékot – ötezer könyvet, százötven folyóiratot, háromezer-ötszáz cikket és kiterjedt levelezést – hagyott hátra, amelyet felesége, Ann M. Norsworthy nem tudta gondozni, így azt húszmillió jenért megvásárolta tőle az oszakai Kansai Gaidai Egyetem könyvtára, ahol a mai napig kutatják az iratokat. Lotz halála után jelent meg a Szonettkoszorú a nyelvről című gyűjteményes kötete, amelyet az ő instrukciói alapján Szépe György állított össze. Mivel a Nemzetközi Magyarságtudományi Társaság szellemi előfutárának tekintette, emlékérmet alapított a tiszteletére, a Lotz János-emlékérmet.

## Munkái

### Das ungarische Sprachsystem

#### Bevezetés
Lotz János nyelvtana 1939-ben jelent meg először Stockholmban, később 1990-ben újra kiadták. 1939-ben a magyarságkutató központ kiadványaként jelent meg, a nyelvtanírás gondolatával már itthon is foglalkozott, de végső ösztönzést az adott, hogy stockholmi diákjainak egy megfelelő munkát adhasson a kezébe. 1935-ben érkezik Stockholmba, 1937-ben már nyomtatásra kész a munka. Lotz János grammatikájáról Szili Katalin írt tanulmányt.
Forrásait nem nevezi meg, de Szili Katalin szerint a következő grammatikákat bizonyosan felhasználta: Simonyi Zsigmond: Tüzetes magyar nyelvtan történeti alapon 1895, Simonyi Zsigmond Die ungarische Sprache 1907, Szinnyei József: Ungarische Sprachlehre 1912. Szili Katalin Lotz munkáját a Szinnyei grammatikát követő fejlődés következő lépcsőfokának tekinti, mivel Lotz nyelvtanában már érződik Gombocz Zoltán, és rajta keresztül Wilhelm Wundt hatása is. A munka szemlélete tehát szinkron, de támaszkodik a nyelvtörténeti iskola eredményeire is.
Lotz János újítása, hogy nyelvtanának szervező elve az a gondolat lesz, amely Gombocznál is megjelenik, és amely lényege, hogy a szavak mint nyelvi jelek a formának és a tartalomnak a kapcsolatai.

#### A nyelvtan felépítése
Az első fejezet a szóosztályokat és azok ragozását mutatja be, először a szó formai sajátosságait mutatja be tőtípusok szerint csoportosítva, majd következnek a kapcsolható toldalékok a kapcsolódás módjával együtt. Végül a jelentésről szól néhány szót.
Az alaktani csoportok meghatározásához Gombocz történeti alaktanáról szóló előadásainak anyagát használja, sőt, azokon tovább megy, mivel Gombocz csak a történeti változatokat használja, Lotz viszont minden szót besorol valamelyik kategóriába, és a könyvben szereplő minden szót kódszámmal megjelöl, hogy a hovatartozásukat meg lehessen állapítani.
Lotz a toldalékok (affixumok) két csoportját különíti el: a jeleket (Grundaffixe) és a ragokat.

#### A nyelvtan eredményei és jelentősége
Mivel a mű idegen ajkúaknak szól, ezért Lotz részletesen leírja az egyes szóelemek kapcsolódási szabályait, és részletesen kitér a kötőhangzók kérdésére is. Szili szerint ebben a nyelvtanban szerepel először olyan rajz, amely az irányhármasságot kívánja bemutatni. A munka „egyfelől [...] a kor nyelvtudományi eredményeinek előremutató ötvözete, másfelől szemléletében, rendszerében addig példa nélkül álló mű [...].

### Szonettkoszorú a nyelvről
A kötet posztumusz jelent meg 1976-ban Budapesten, anyagát Lotz János közreműködésével Szépe György válogatta és szerkesztette. A könyv hat nagy fejezetből áll.
Az első fejezet a nyelvről magáról és a nyelvről mint jelrendszerről szól. Azaz az olyan általános nyelvészeti kérdéseket foglal magában, mint a nyelv és az ember vagy a nyelv és a kultúra kapcsolata.
A második fejezet a magyar nyelv hangrendszerét mutatja be. Ír a hangok rendszeréről, az egyes hangok kapcsolódásáról és a hangok beszédben való megjelenésének gyakoriságáról.
A harmadik fejezet a magyar nyelv nyelvtanát mutatja be. Sorra veszi a magyar nyelv grammatikai kategóriáit, és állást foglal olyan vitatott besorolású szóelemek kapcsán, mint a -lak/-lek bennfoglaló igei személyrag, -é birtokjel vagy az -ék heterogén többest kifejező jel.
A negyedik fejezet az írást veszi górcső alá: arról ír, hogy az írás hol helyezhető el a nyelvtanban, és hogy milyen a magyar írásrendszer.
Az ötödik fejezet a verstan. Nem csak az általános metrikai szabályokat foglalja össze, hanem kitér az uráli népek verselésére (különösképpen a magyarra, „kamasz-szamojédra” és a mordvinra. Ír József Attila szonettkoszorújának szerkezetéről is (A kozmosz éneké-t veti össze a késő olasz reneszánszból származó sonetti a corona szerkezetével).
A hatodik fejezet más nyelvekkel kapcsolatos kérdéseket tárgyal (pl.: török magánhangzók rendszere, a svéd névszói paradigma struktúrája stb.).

## További művei

### Magyar nyelven
- A történelmi világkép. Az ember az időben; Kultúra Ny., Pécs, 1936 (Specimina dissertationum Facultatis Philosophicae Regiae Hungaricae Universitatis Elisabethinae Quinqueecclesiensis)
- Magyar olvasókönyv idegenek számára; Stocholmi Magyar Intézet, Bp., 1938 (A Stockholmi Magyar Intézet kiadványai)
- Az igék alakja a Jókai-kódexben; Stockholmi Magyar Intézet, Bp., 1939 (A Stockholmi Magyar Intézet kiadványai)
- Jakobson Roman–Lotz János: Két tanulmány / Egy versrendszer axiomatikája a mordvin népdalok alapján / Megjegyzések a francia fonéma-rendszerről; Roman Jakobson, Lotz János, ford. Petőfi Sándor János, Szépe György; Akadémiai, Bp., 1968 (A Magyar Nyelvtudományi Társaság kiadványai)
- Egy nyelvtani modell. Két fejezet a magyar nyelvtanból; Magyar Nyelvtudományi Társaság, Bp., 1968 (A Magyar Nyelvtudományi Társaság kiadványai)
- Szonettkoszorú a nyelvről; vál., szerk. Szépe György; Gondolat, Bp., 1976
- Az igék alakja a Jókai-kódexben; Magyar Nyelvtudományi Társaság, Bp., 1982 (A Magyar Nyelvtudományi Társaság kiadványai)

### Idegen nyelven
- Hungarian reader, folklore and literature (Bloomington, 1962)
- The structure of the „sonetti a corona” of Attila József (Stockholm, 1965)
- Two papers on English-Hungarian contrastive phonology (Budapest–Washington, 1972)
- Script, grammar and the Hungarian writing system (Budapest–Washington, 1972)

## Emlékezete
Nevét viseli emlékérem, általános iskola, szövegértési és helyesírási verseny, nyári diákegyetem és az 1990-es években utcát neveznek el róla Bonyhádon.